# Franz Naegele
Franz Karl Naegele (Düsseldorf, 7 dicembre 1778 – Heidelberg, 21 gennaio 1851) è stato un chirurgo tedesco.

## Biografia
Suo figlio, Hermann Franz Naegele (1801-1851), è stato anche lui un ostetrico.
Ha conseguito la laurea in medicina presso l'Università di Bamberga. Nel 1807 è diventato professore associato presso l'Università di Heidelberg, e nel 1810 è stato nominato professore ordinario di ostetricia.
Egli è ricordato per la "regola di Naegele", un metodo standard di calcolo, che individua la data di scadenza per una gravidanza.

## Pubblicazioni principali
- Beytrag zu einer naturgeschichtlichen Darstellung der krankhaften Erscheinung am thierischen Körper, welche man Entzündung nennt, und ihre Folgen. Dänzer, Düsseldorf 1804. la digitalizzazione dal Università di Düsseldorf
- Erfahrungen und Abhandlungen aus dem Gebiethe der Krankheiten des weiblichen Geschlechtes, Mannheim, Tobias Loeffler, 1812.
- Über den Mechanismus der Geburt, Heidelberg, 1822. Tradotto in inglese da Edward Rigby nel 1829 come saggio sul meccanismo del parto.
- Das Weibliche Becken: betrachtet in Beziehung auf seine Stellung und die Richtung seiner Höhle: nebst Beyträgen zur Geschichte der Lehre von den Beckenaxen, Karlsruhe, Chr. Fr. Müller, 1825.
- Katechismus der Hebammenkunst: als Anhang zu seinem Lehrbuche der Geburtshülfe für die Hebammen : für Lehrende und Lernende, 3rd, Heidelberg, J.C.B. Mohr, 1836.
- Das schräg verengte Becken; nebst einem Anhange über die wichtigsten Fehler des weiblichen Beckens. (1839); tradotto in inglese com  "The obliquely contracted pelvis, containing also an appendix of the most important defects of the female pelvis". nel 1939
- Lehrbuch der Geburtshülfe (1843).[2]
- "Ein Briefwechsel zwischen Joseph Alexis Stoltz und Franz Carl Naegele der XIII.: Versammlung der deutschen Gesellschaft für Gynäkologie 2.-5. Juni 1909 zum Empfang gewidmet von der Universitätsfrauenklinik Straßburg I. Els". J.H. Heitz, 1909